# Agrostis puncta
Agrostis puncta é uma espécie de gramínea do gênero Agrostis, pertencente à família Poaceae.